# Перумал, Кришнамурти
Кришнамурти Перумал (англ. Krishnamurty Perumal, 26 сентября 1943, Мадрас, Британская Индия) — индийский хоккеист (хоккей на траве), полузащитник. Бронзовый призёр летних Олимпийских игр 1968 и 1972 годов.

## Биография
Кришнамурти Перумал родился 26 сентября 1943 года в индийском городе Мадрас.
Учился в высшей школе Уэсли в Рояпеттахе, выступал в школьных турнирах. Впоследствии защищал цвета Мадрасского университета.
Играл в хоккей на траве за ИКФ, Тамилнад и Индийские авиалинии.
В 1968 году вошёл в состав сборной Индии по хоккею на траве на Олимпийских играх в Мехико и завоевал бронзовую медаль. Играл на позиции полузащитника, провёл 1 матч, мячей не забивал.
В 1970 году в составе сборной Индии завоевал серебряную медаль хоккейного турнира летних Азиатских игр в Бангкоке.
В 1971 году удостоен государственной спортивной премии «Арджуна».
В 1972 году вошёл в состав сборной Индии по хоккею на траве на Олимпийских играх в Мюнхене и завоевал бронзовую медаль. Играл на позиции полузащитника, провёл 8 матчей, мячей не забивал.
Выступал за сборную Индии в 1967—1977 годах, пока его без объяснения не взяли на чемпионат мира.
По окончании игровой карьеры работал менеджером и тренером, руководил хоккейной ассоциацией Тамилнада.